# Säynäjävaara
Säynäjävaara är en kulle i Finland.   Den ligger i den ekonomiska regionen  Koillismaa ekonomiska region  och landskapet Norra Österbotten, i den nordöstra delen av landet, 700 km norr om huvudstaden Helsingfors. Toppen på Säynäjävaara är 342 meter över havet, eller 72 meter över den omgivande terrängen. Bredden vid basen är 1,9 km. Säynäjävaara ingår i Haapovaarat.
Terrängen runt Säynäjävaara är huvudsakligen platt. Runt Säynäjävaara är det mycket glesbefolkat, med 2 invånare per kvadratkilometer.